# 10199 Cáriclo
10199 Cáriclo (designação provisória: 1997 CU26) é o maior centauro conhecido do Sistema Solar. Um corpo menor existente em órbita entre Saturno e Urano com cerca de 250 quilômetros de diâmetro, é o único centauro conhecido que contém um sistema de anéis a seu redor.

## História
Cáriclo foi descoberto em 15 de fevereiro de 1997 pelo astrônomo norte-americano James Scotti e batizado em homenagem à ninfa Cáriclo, esposa de Quíron e filha de Apolo, divindades da mitologia grega.
Em 2001, um estudo fotométrico do corpo celeste não foi capaz de definir seu período de rotação; observações através de infravermelho indicaram a presença de gelo no asteroide, o que, na verdade, pode ser proveniente de seus anéis. Cientistas renomados como o astrônomo Michael E. Brown – responsável pela reclassificação de Plutão de planeta para planeta-anão –  acreditam que Cáriclo pode ser classificado como um possível planeta-anão com um diâmetro de 232 km. Outros centauros com diâmetros medidos listados como possíveis planetas anões incluem 65489 Ceto e 2060 Quíron.

## Dimensão

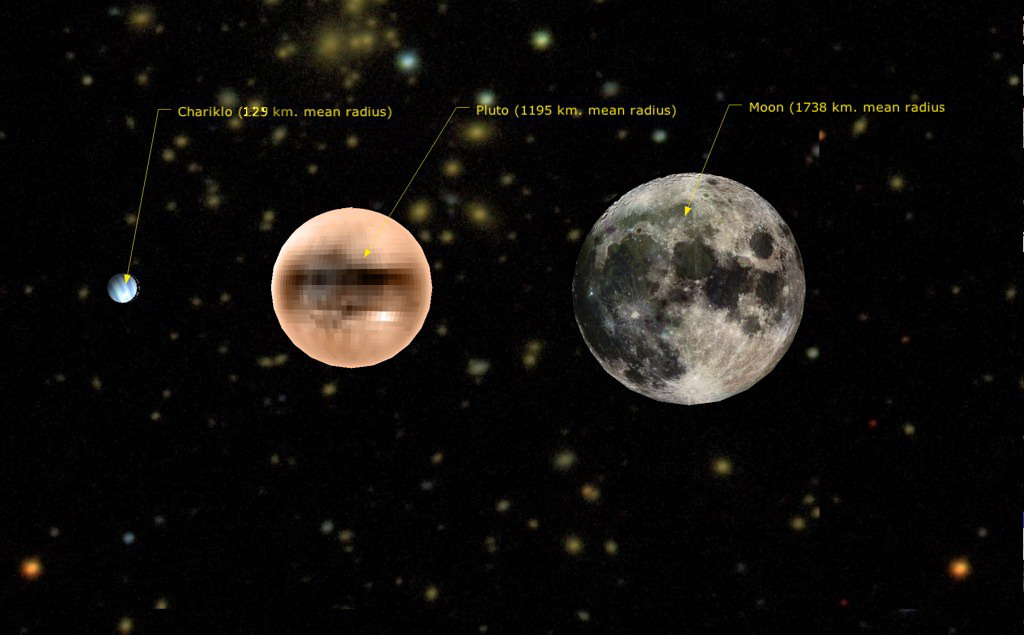
Comparação entre Cáriclo, Plutão e a Lua baseada na média de raio.

Quando se tem conhecimento da magnitude absoluta e do albedo de um corpo celeste, é possível se estimar seu tamanho; porém, como os centauros são objetos cobertos de gelo feito os cometas que realizam desgaseificação, é muito difícil estipular seus albedos. Acredita-se também que os albedos destes corpos podem variar com o tempo e níveis de atividade.
Com uma magnitude absoluta de 6,4 e um albedo de 0,06, Cáriclo é o maior destes objetos conhecidos, com um diâmetro estimado em 258 km. Outro asteroide,  2060 Quíron, vem em segundo ((230 km / H=6.5 / albedo=0.07) i). O asteroide perdido 1995 SN55, poderia ser o maior, com um diâmetro não confirmado de 300 km.

## Órbita
Acredita-se que os asteroides se originaram no cinturão de Kuiper e se encontram numa órbita instável que eventualmente os expelirá para fora do Sistema Solar, os levará a um impacto com algum planeta ou com o Sol ou se transformarão em cometas de curto-período.
A órbita de Cáriclo é mais estável do que a de outros objetos conhecidos como Nesso e Quíron. Ela se encontra a 0.09 AU de Urano com uma ressonância orbital de 4,3 deste planeta e se estima que tenha uma longa órbita de 10,3 milhões de anos em torno dele.
Em 2012, o asteroide encontrava-se a 14,1 AU do Sol.

## Anéis
Em 26 de março de 2014, foi anunciada a descoberta de anéis em torno de Cáriclo, a primeira destas descobertas em torno de asteroides. Num artigo na revista Nature, a mais prestigiada da astronomia mundial, o principal pesquisador e coordenador do projeto, o astrônomo brasileiro Felipe Braga-Ribas, pós-doutorando do Observatório Nacional, no Rio de Janeiro, anunciou a descoberta de dois anéis, batizados provisoriamente como "Oiapoque" e "Chuí", de sete e três quilômetros de largura, separados entre si por nove quilômetros, após estudos e observação contínua feita por astrônomos internacionais liderados pela equipe brasileira, desde telescópios localizados no Brasil, no Chile e na Dinamarca. Observações feitas quando este passava em frente à estrela UCAC4 248-108672, mostraram que a luz da estrela "piscava" quando o asteroide passava, mas também oscilava alguns segundos antes e depois disso. Estes anéis provavelmente foram formados após alguma colisão. Os cientistas acreditam que Cáriclo também possua algum pequeno satélite ainda não descoberto.
A descoberta se deu na noite de 3 de junho de 2013, quando, sob a coordenação dos cientistas brasileiros, treze telescópios localizados em quatro países foram apontados para a estrela e identificaram um eclipse ou ocultação, ocultando sua luz por um breve momento do ponto de vista de um observador na Terra, além de duas rápidas ocultações de brilho acontecidas antes e depois da passagem dele, causada pelos anéis. As observações, realizadas de sete locais diferentes, permitiram calcular as dimensões destes anéis.
10199 Cáriclo foi o primeiro "não-planeta" descoberto no Sistema Solar que possui um sistema de anéis, fenômeno anteriormente conhecido apenas nos quatro planetas gigantes, Saturno, Júpiter, Urano e Netuno.